# Solanum verecundum
Solanum verecundum är en potatisväxtart som beskrevs av Michael Nee. Solanum verecundum ingår i släktet skattor som ingår i familjen potatisväxter. Inga underarter finns listade i Catalogue of Life.

## Bildgalleri

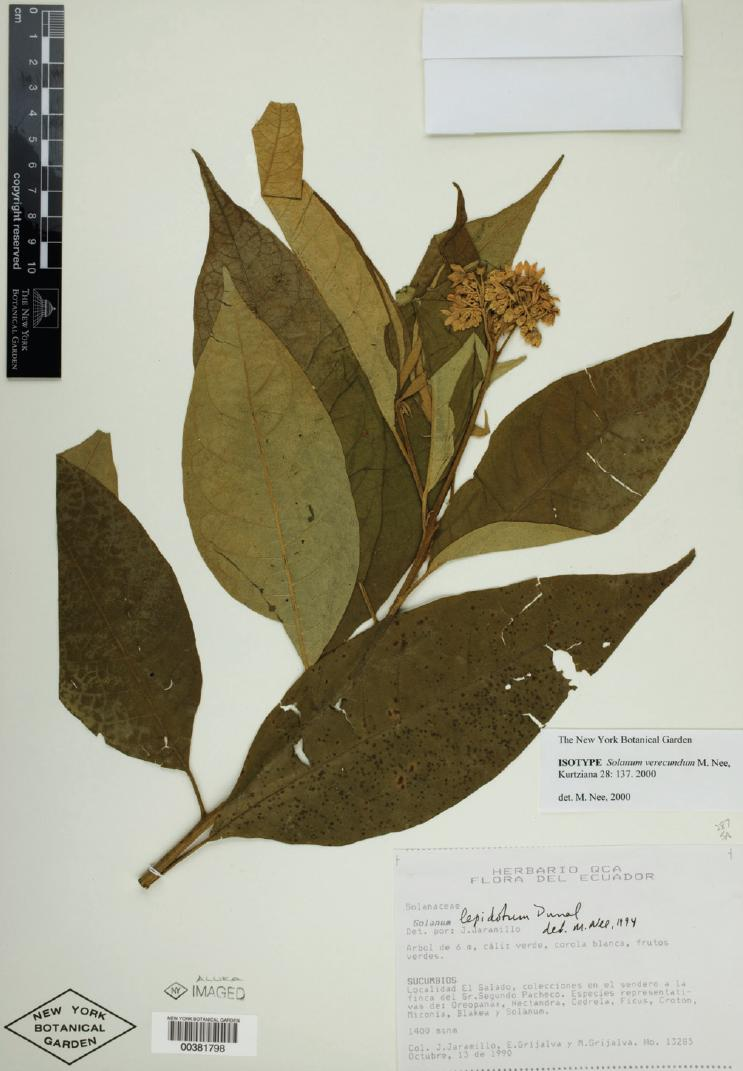